# Sóc un PC
I'm a PC (en català "Sóc un PC") és el títol d'una campanya publicitària televisiva creada per a Microsoft per l'agència de publicitat Crispin Porter + Bogusky (CPB). La sèrie va començar a aparèixer el setembre de 2008. La nova sèrie d'anuncis substitueix els que presentaven la parella de Jerry Seinfeld i Bill Gates.
La campanya publicitària de 300 milions de dòlars va ser dissenyada per desafiar la campanya Get a Mac d'Apple, en la qual un ordinador personal de Microsoft Windows es personifica com un empleat d'oficina poc interessant i massa preocupat per la feina, mostrant a la gent comuna com a usuaris de PC, trencant així l'estereotip percebut que es descriu als anuncis de Get a Mac.

## Campanya
La sèrie d'anuncis inclou persones destacades i populars que diuen "Sóc un PC" i compta amb aparicions d'usuaris internacionals habituals, així com de personalitats com l'escriptor Deepak Chopra, l'artista marcial mixt Rashad Evans, l'actriu Eva Longoria, el fotògraf Geoff Green i el cantant Pharrell Williams.
La campanya va ser creada per l'agència de publicitat CPB i va exposar usuaris normals de PC que es poden trobar a tot arreu. Va ser la segona fase dels esforços de Microsoft l'any 2008 per desplaçar l'omnipresència dels anuncis "Get a Mac" d'Apple, que presentaven el Mac com a "genial i intuïtiu" i el PC com "avorrit i maldestre". Els punts de Microsoft s'obrien normalment amb una imatge de Sean Siler, un empleat real de Microsoft vestit com la personificació de John Hodgman d'un ordinador amb línies com ara "Sóc un PC i m'han convertit en un estereotip" i "Sóc un ordinador i no estic sol".
La composició es va fer inicialment per assemblar-se a la de la campanya d'Apple, ja que Siler s'assembla a Hodgman, l'homòleg "PC" de Justin Long com a Mac als anuncis d'Apple.
Els anuncis també s'intercalen amb diversos usuaris no famosos que proclamen "sóc un ordinador" des de diversos llocs i de diversos mètodes. La intenció és demostrar com els usuaris de PC són gent normal.

### Windows 7
Anunciant l'aleshores proper Windows 7 com el millor sistema operatiu de Microsoft, Steve Ballmer va dir durant la seva presentació al CES 2009: "Per això diem: 'Sóc un ordinador i n'estic orgullós'!".
Després del llançament de Windows 7, Microsoft va emetre diversos anuncis sota aquesta campanya que demostraven les característiques del seu nou sistema operatiu. Els anuncis solien centrar-se en una persona i acabaven amb el lema "Sóc un ordinador i Windows 7 va ser la meva idea".